# CalDAV
CalDAV (Calendar Distributed Authoring and Versioning) ist ein Netzwerkprotokoll für iCalendar.

## Beschreibung
Die CalDAV-Spezifikation wurde erstmals 2003 von Lisa Dusseault als Entwurf an die Internet Engineering Task Force (IETF) übermittelt und bekam schnell die Unterstützung einiger Hersteller von Kalendersoftware. Im Januar 2005 erfolgte erstmals ein Test zwischen zwei Servern und drei Clients; diese arbeiteten erfolgreich zusammen. CalDAV hat keine eigene IETF-Arbeitsgruppe, aber die Entwickler haben es dennoch als IETF-Standard RFC 4791 Calendaring Extensions to WebDAV (CalDAV) publiziert. CalDAV ist für die Implementierung in jegliche Kalendersoftware entwickelt worden. Dabei verwaltet das CalDAV-Protokoll die Zugriffe auf die Daten nach fest definierten Zugriffsregeln. Es wurde als offener Standard ausgeführt, um eine plattformunabhängige Nutzung zu fördern.
Die Aufgabe von CalDAV ist es, Ereignisse wie Treffen, Versammlungen sowie die Frei-/Belegt-Zeiten zu verwalten und über HTTP zu veröffentlichen. Jedes Ereignis wird im iCalendar-Format dargestellt.
Demzufolge kann jeder Webbrowser ein heruntergeladenes Ereignis in seiner iCalendar-Repräsentation darstellen. Die Daten werden als Datensätze in einer WebDAV-Umgebung verwaltet und synchronisiert.
CalDAV-Server müssen iCalendar (RFC 2445), WebDAV (RFC 2518) mit Versioning Extensions (RFC 3253) und Access Control Lists (RFC 3744), ETags (RFC 2616), Transport Layer Security (RFC 2818) und CalDav eigene Reports anbieten und sollen das CalDav eigene Erstellen von Kalendern anbieten. Mit dieser Funktionalität kann ein Benutzer seinen Kalender mit einem CalDAV-Server synchronisieren und ihn mit mehreren Geräten oder anderen Benutzern teilen. Das Protokoll unterstützt auch die Veröffentlichung von nicht-personenbezogenen Kalendern, wie z. B. von Räumen oder Organisationen.
Einige Entwickler haben die Komplexität von CalDAV kritisiert, da es schwer zu implementieren ist und so zu Implementierungsfehlern in unterschiedlichen Kalenderverwaltungsanwendungen führen kann, die wiederum zu Inkompatibilitäten führen.
Aktuelle CalDAV-Informationen können auf der CalDAV-Webseite nachgelesen werden.

## Beispiel
Das Beispiel basiert auf dem RFC 4791  und wurde dem Linux-Magazin entnommen:
Anfrage:
```
REPORT /bernard/work/ HTTP/1.1
Host: cal.example.com
Depth: 1
Content-Type: application/xml; charset="utf-8"
Content-Length: xxxx
```

```
<?xml version="1.0" encoding="utf-8"?>
<C:free-busy-query xmlns:C="
urn:ietf:params:xml:ns:caldav
">
<C:time-range start="20060104T140000Z" end="20060105T220000Z"/>
</C:free-busy-query>
```

Antwort:
```
HTTP/1.1 200 OK
Date: Sat, 11 Nov 2006 09:32:12 GMT
Content-Type: text/calendar
Content-Length: xxxx
```

```
BEGIN:VCALENDAR
VERSION:2.0
PRODID:-//Example Corp.//CalDAV Server//EN
BEGIN:VFREEBUSY
DTSTAMP:20050125T090000Z
DTSTART:20060104T140000Z
DTEND:20060105T220000Z
FREEBUSY;FBTYPE=BUSY-TENTATIVE:20060104T150000Z/PT1H
FREEBUSY:20060104T190000Z/PT1H
END:VFREEBUSY
END:VCALENDAR
```

## Software

### Client
Die Liste der CalDAV-Clients enthält unter anderem:
- AgenDAV (Open Source multilanguage CalDAV WebClient mit AJAX interface)
- Atmail (ab Version 6.0)
- CalendarSync für Android[12]
- CalDAV Tasksync für Android[13]
- CalDAV-Sync für Android[14]
- CalDavZAP (Webbasierte HTML5/JavaScript-Anwendung, Open Source)[15]
- DAVx5 für Android (Open Source; vorheriger Name DAVdroid)[16] und ICSx⁵ für iCal-Abos[17]
- eM Client (Windows)
- Evolution (Linux, Unix)
- Horde Groupware[18]
- iCal (ab Mac OS X Leopard – 10.5)
- iCal Import/Export CalDAV für Android[19]
- iPhone (ab Version 3.0 oder ab Version 2.1 mit RemoteCalendar)
- khal (Konsolenanwendung, Linux, Mac OS X)[20]
- KOrganizer (Kalender-Anwendung von KDE)
- Mailfence CalDAV Client durch iCAL/vCAL (nur für bezahlte Benutzer)
- Microsoft Outlook mit
  - Bynari WebDAV Collaborator[21]
  - Caldav Outlook Synchronizer (Open Source)
  - Calendar Sync + (Open Source)
  - cFos Outlook DAV[22]
  - EVO Collaborator for Outlook[23]
  - iCAL4OL (eingestellt)[24]
  - SOGo (früher Scalable OpenGroupware.org)
  - Outlook Caldav Synchronizer (Open Source)[25]
- Mozilla Thunderbird[26]

### Server
CalDAV-Server sind unter anderem:
- Apple iCal Server[27]
- Atmail (ab Version 6.0)
- Baïkal[27]
- Bedework[27]
- Bynari Collaboration Suite[27]
- CommuniGate Pro[27]
- Cosmo aus Chandler (1&1, GMX, WEB.DE, mail.com)[27][28]
- Cyrus[27]
- DAViCal[27]
- DavMail[27]
- Daylite CalDAV Server[27]
- DPCalendar[27]
- EGroupware[27]
- EVO Mail Server[27]
- Fabasoft Cloud
- Google Kalender (Aufgaben ausgenommen)[29]
- Horde Groupware[18]
- Icewarp-E-Mail-Server ab der Version 8.x
- IT Hit WebDAV Server Engine for .Net
- Kerio Connect[27]
- GroupWise
- mod_caldav[30]
- Nextcloud
- Open-Xchange
- Oracle Beehive
- Oracle Communications Calendar Server[27]
- ownCloud[27]
- Radicale[27]
- sabre/dav[27]
- SOGo[27]
- Scalix[27]
- sync•gw[31]
- Synovel CollabSuite[32]
- Yahoo Kalender[33]
- Zarafa ab der Version 6.30.0
- Zimbra[27]
- Mailfence[34]